# José Ramos Delgado
José Manuel Ramos Delgado (Quilmes, Provincia de Buenos Aires; 26 de agosto de 1935 - Villa Elisa, Provincia de Buenos Aires; 3 de diciembre de 2010) fue un futbolista y entrenador argentino de ascendencia caboverdiana, internacional en las Copas del Mundo de 1958 y 1962 con la selección de su país natal.

## Carrera

### Como futbolista

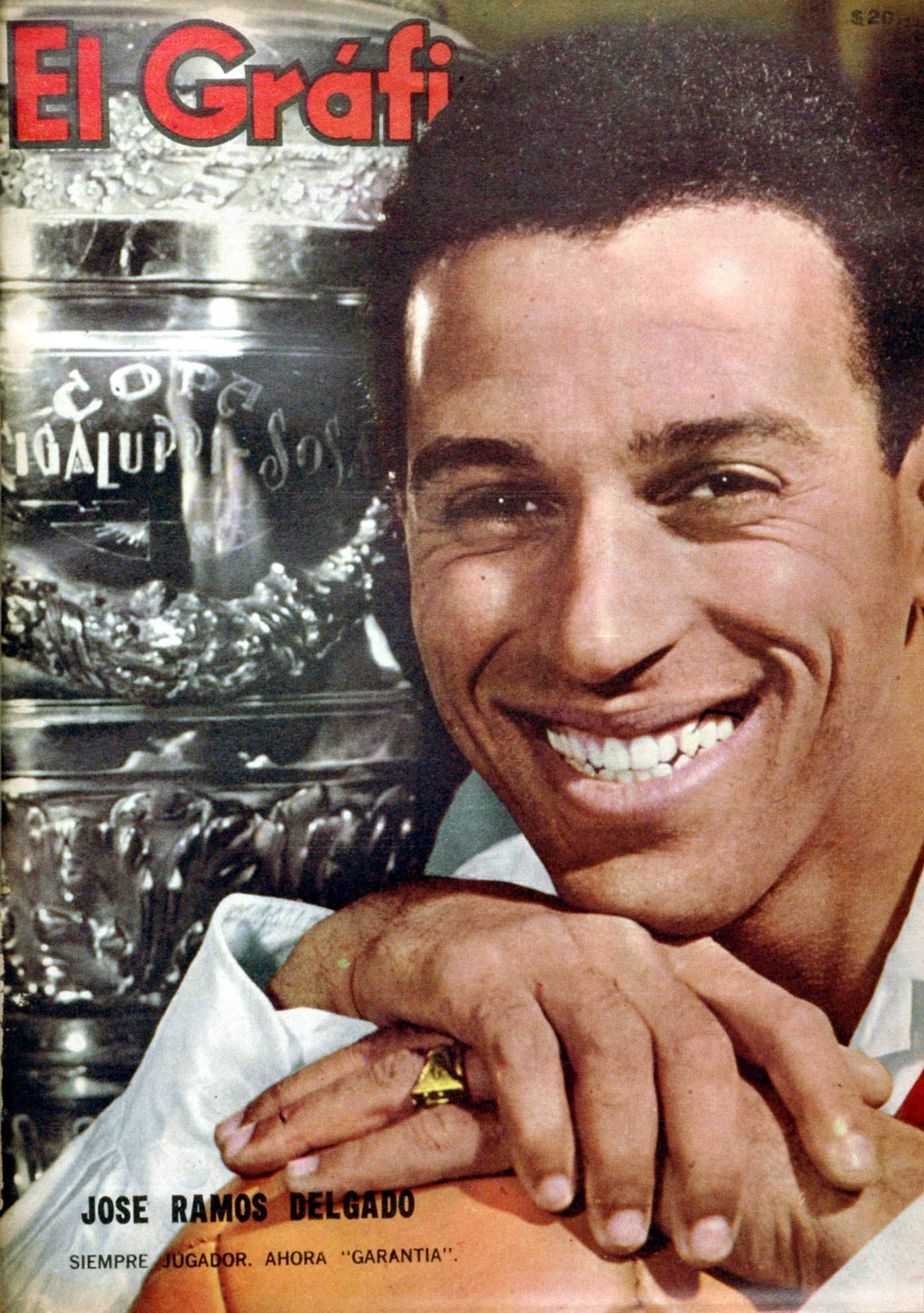
José Ramos Delgado (River) en 1964.

Nacido el 26 de agosto de 1935 en Quilmes, hijo de padre caboverdiano (oriundo de São Vicente) y de madre argentina, Ramos Delgado se inició en las divisiones inferiores del "Cervecero" y del 'Granate', donde debutó en 1956.
Jugó en Lanús, River Plate, Banfield, y ya en Brasil, militó en el Santos y Portuguesa Santista.
Estuvo durante seis temporadas en el Santos, siendo Campeón Paulista en cuatro ocasiones, 1967, 68, 69 y 73, y conquistando el Torneio Roberto Gomes Pedrosa en 1968.
Ramos Delgado, quien inició su carrera en Lanús, participó con el seleccionado argentino en los Mundiales de Suecia 1958 y Chile 1962. Se lo recuerda como un marcador central con mucha técnica y calidad. No pudo jugar en el mundial del 66 debido a una lesión 2 días antes de la partida del seleccionado. Fue capitán de la Selección Argentina en la Copa de las Naciones del 1964.
El "Negro" debutó profesionalmente en Lanús, ante Estudiantes de La Plata: ese día Lanús formó con Álvarez Vega; Prato, Beltrán; Daponte, R. García, Ramos Delgado; Fernández, Gil, Cejas, Lugo y Moyano.
Tras jugar 51 partidos con este club del sur del Gran Buenos Aires, en 1958 llegó a River Plate, el club que no lo había querido incorporar un par de años atrás, cuando era un juvenil en Quilmes.
En la entidad de Núñez jugó 172 partidos entre 1959 y 1965, siendo parte de una época en la cual el "Millonario" no obtuvo ningún título. Aun así, dejó su sello gracias a su enorme calidad.
Luego pasó a Banfield (1966-67, 57 partidos) y desde allí emigró al Santos de Brasil, institución en la cual compartió vestuarios con Pelé, Antonio Wilson "Coutinho", Gilmar, Clodoaldo o Agustín Mario Cejas, Pepe, Lima, entre otros. Jugó el partido contra el Vasco da Gama en el cual Pelé marcó su gol número 1000.
Su último club fue el también brasileño Portuguesa Santista, donde militó durante 1973 y 1974, año de su retiro.

### Como entrenador
Como técnico, el "Negro" dirigió al Atlético Ledesma, Belgrano, Claypole, Club Deportivo Maipú de Mendoza, a Platense, All Boys, River, Estudiantes de La Plata, Club Universitario de Deportes y Unión Huaral del Perú, a Chaco For Ever y a Talleres de Córdoba, donde consiguió el ascenso a Primera División en 1994. Tras ese logro, volvió al Santos de Brasil, donde se desempeñó en el departamento de fútbol, y estuvo a cargo del trabajo en juveniles de la entidad.
En 1994 se recibió de periodista en el Círculo de Periodistas Deportivos de la Argentina, desempeñándose como comentarista en distintas radios y programas de televisión. 
Falleció el 3 de diciembre de 2010, a los 75 años, en una clínica de la localidad bonaerense de Villa Elisa. Su salud estaba resquebrajada desde hacía tiempo por la enfermedad de Alzheimer.

## Palmarés
| Título               | Club                | País   | Año  |
| -------------------- | ------------------- | ------ | ---- |
| Copa de las Naciones | Selección Argentina | Brasil | 1964 |